# King’s Chapel Burying Ground

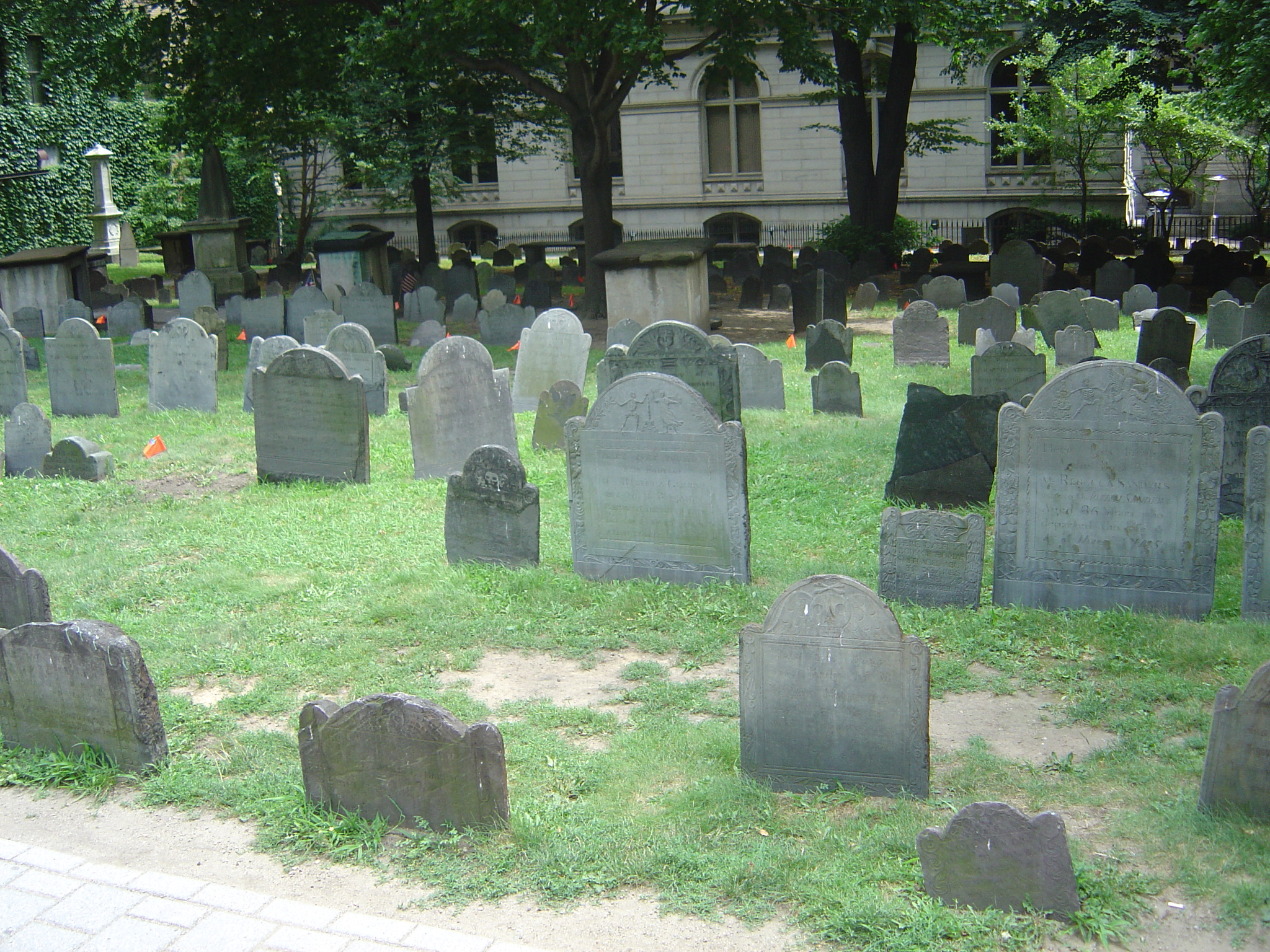
Der King’s Chapel Burying Ground 2006

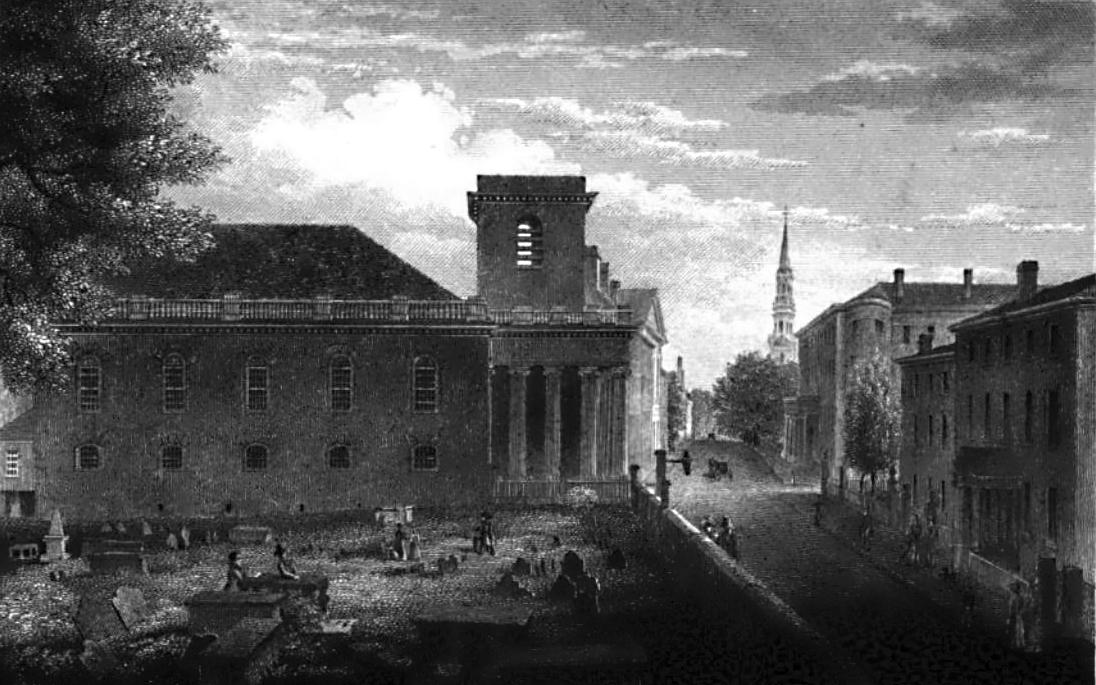
Die King’s Chapel mit dem Burying Ground im Jahr 1833

Der King’s Chapel Burying Ground ist der älteste Friedhof der Stadt Boston im Bundesstaat Massachusetts der Vereinigten Staaten. Er ist nach der King’s Chapel benannt, die sich auf dem gleichen Grundstück an der Tremont Street befindet. Der Friedhof ist ebenso wie die Kirche ein Bestandteil des Freedom Trail. Besonders bemerkenswert ist der Grabstein von Joseph Tapping, auf dem ein Skelett und „Vater Zeit“ gegen die Unausweichlichkeit des Todes kämpfen. Für viele ist dies der schönste Grabstein auf dem Friedhof.

## Geschichte
Der King’s Chapel Burying Ground wurde im Jahr 1630 als erster Friedhof der Stadt gegründet und ist damit so alt wie die Stadt selbst. Erst 30 Jahre später, im Jahr 1660, wurde der zweite Friedhof eingeweiht. Da die örtliche anglikanische Kirchengemeinde keinen anderen Platz finden konnte, wurde ihr im Jahr 1686 ein Teilstück des Friedhofsgrundstücks zur Errichtung ihres Kirchengebäudes, der King’s Chapel, zugeteilt.
Der Überlieferung zufolge wurde der ursprüngliche Eigentümer des Grundstücks, Isaac Johnson, als erster auf dem Friedhof beigesetzt.
Umstritten ist, ob sich das Grab von William Dawes, einem berühmten Mitstreiter von Paul Revere, tatsächlich auf dem Friedhof befindet. Zwar befindet sich ein Grabstein mit seinem Namen auf dem Gelände des King’s Chapel Burying Ground, jedoch wurde in der jüngeren Vergangenheit in den Aufzeichnungen des Forest Hills Cemetery entdeckt, dass Dawes dort beigesetzt wurde, nachdem er vom Boylston Street Burying Ground umgesetzt wurde, was zu dieser Zeit durchaus nicht unüblich war.
Im Jahr 1796 wurden keine weiteren Begräbnisse auf dem Friedhof mehr zugelassen. Im frühen 19. Jahrhundert wurden viele der Grabsteine umgesetzt, um gerade Reihen zu bilden. Es ist daher nicht möglich, für alle dort Begrabenen die tatsächliche Ruhestätte zu markieren.

## Persönlichkeiten
Auf dem King’s Chapel Burying Ground sind eine Vielzahl aus der Geschichte bekannter Persönlichkeiten begraben. Darunter sind:
- Charles Apthorp – Kaufmann[3]
- Mary Chilton – Immigrantin aus Plymouth und die erste europäische Frau, die in Neuengland von Bord der Mayflower ging
- Roger Clapp – Mitglied der Ancient and Honorable Artillery Company of Massachusetts, gestorben am 2. Februar 1691.[4] Sein Sohn Desire ist ebenfalls ganz in der Nähe bestattet.
- John Cotton – puritanischer Theologe
- John Davenport – puritanischer Theologe
- William Dawes (umstritten[1]) – Held der Amerikanischen Revolution
- William Emerson – (Vater von Ralph Waldo Emerson)
- Robert Keayne – erster Captain der Ancient and Honorable Artillery Company of Massachusetts
- John Oxenbridge – puritanischer Theologe
- Elizabeth Pain – ihr Grabstein soll Nathaniel Hawthorne in dessen Roman Der scharlachrote Buchstabe als Inspiration für den Grabstein der Hauptfigur Hester Prynne gedient haben
- Comfort Starr – früher Mediziner in Cambridge und einer der Gründer des Harvard College.[5] Seine Tochter Hannah war die Ehefrau des ersten Präsidenten der Provinz New Hampshire John Cutt.
- John Winthrop – erster puritanischer Gouverneur von Massachusetts